# Яков ибн-Аббаси
Яков ибн-Аббаси (ошибочно — Аксай; XIII век) — испанский переводчик с арабского на еврейский язык; знаток Платона и Аристотеля, поклонник «Морэ Небухим»; мистик и строгий талмудист; типичный представитель испанско-еврейской интеллигенции конца XIII века.
Перевёл комментарий Маймонида к отделу «Нашим» (ок. 1298), снабдив перевод длинным философским введением. Его еврейский язык тяжёл, но ясен; в отличие от переводчиков других частей Маймонидова комментария он не оставил без перевода ни одного арабского слова.
Из прилагаемой к переводу его учёной переписки с Соломоном Адретом, большим талмудическим авторитетом того времени, видно, что Яков ибн-Аббаси обладал значительными познаниями в Талмуде.